# Izjava za javnost
"Komunike" = neke vrste uradno sporočilo, sklenjeno na seji. Razumemo lahko kot sporazum ali spomenico (vir: Benčič, M. 2006). Primer: "Upravni in nadzorni odbor sekcije JUU za Dravsko banovino sta na svoji seji dne 13. oktobra 1935 v Ljubljani razpravljala o uredbi uradniških prejemkov in o personalni prosvetni politiki ter zavzela stališče k tema dvema aktualnima vprašanjima. V smislu soglasnega sklepa izdajata oba odbora za članstvo in javnost sledeči komunike..." (vir: Učiteljski tovariš, 17.10.1935).